# ماريا الأولى
ماريا الأولى (بالإنجليزية: Maria I)‏ (17 ديسمبر 1734 - 20 مارس 1816)؛ كانت ملكة البرتغال والبرازيل والغرب، المعروفة أيضا بـ ماريا التقية (في البرتغال)؛ أو ماريا المجنونة (في البرازيل)، وكانت أول ملكة للبرتغال، شهد عهدها الأحداث هامة من غزوات نابليون الأوروبية، ونقل البلاط البرتغالي بتوجيه من الأمير الدوم جواو الوصي العرش إلى المستعمرة البرتغالية البرازيل، وفي وقت لاحق البرازيل سوف تتحول من مستعمرة إلى المملكة لتشكل مملكة البرازيل بالتالي أصبحت جزءاً من المملكة المتحدة لبرتغال والبرازيل والغرب، توفيت عام 1816 وخلفها ابنها الدوم جواو.

## الحكم

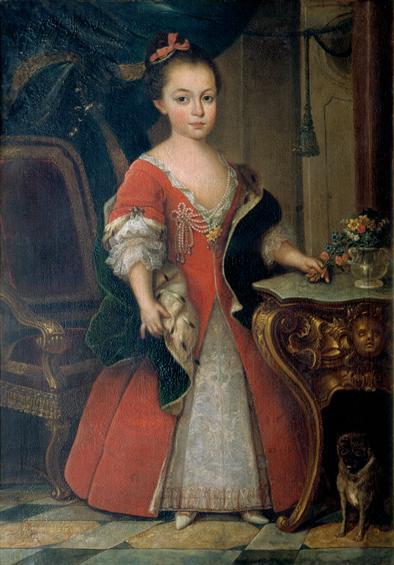
ماريا عام 1739

أصبحت الملكة بلا منازع بعد وفاة والدها جوزيه الأول ابن جواو الخامس ابن بيدرو الثاني ابن جواو الرابع أصرت على أن يصبح زوجها الذي هو عمها أن يصبح ملك تحت مسمى بيدرو الثالث، أصبح ابنه البكر الأمير جوزيه وريث العرش بحيث ورث ألقاب الوراثية (من أمير البرازيل ودوق براغانزا وأمير بيرا)؛ وتزوج من أختها الصغرى انفانتا بينديتا التي تكبره بحوالي واحد وعشرين سنة إلا أن وفاته المفاجئة في 11 سبتمبر 1788 أدت إلي تدهور عقلها فحل محله في ولاية العهد أخوه الأصغر انفانتي جواو.

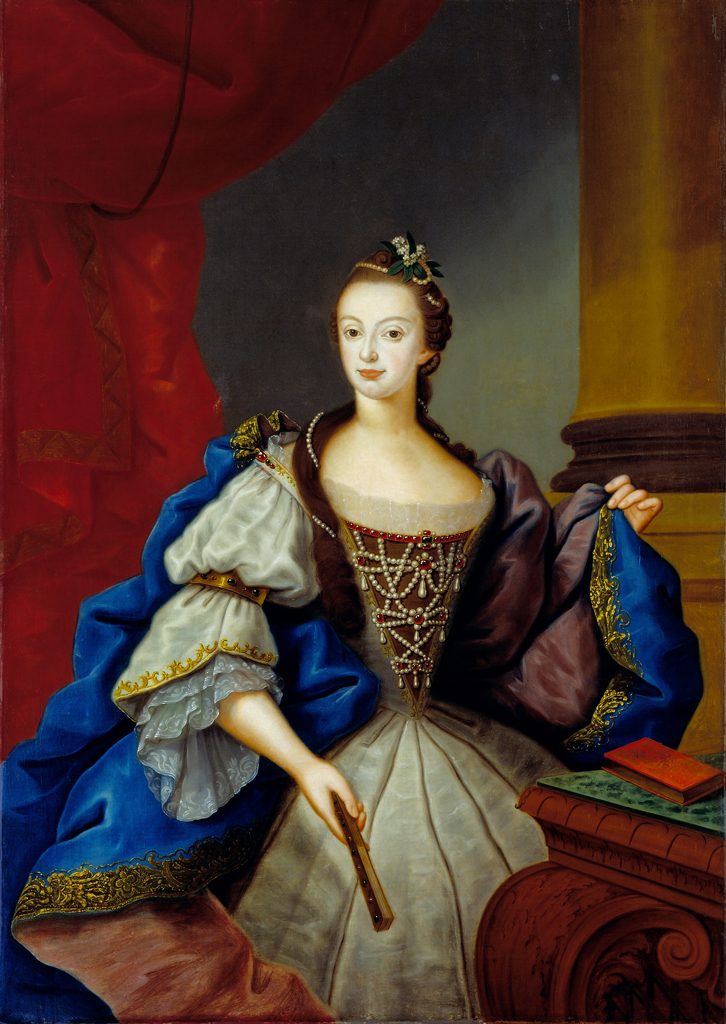
عام 1753

### التدهور العقلي
لوحظ تدهور حالتها العقلية رسميا عام 1786 وأصبحت حالتها تتدهور إلى أسوا، وفي مايو من نفس العام توفي زوجها بيدرو الثالث انهارت وتدهورت حالتها لأسوأ حتى منعت من استخدام السلطة بعد وفاة أمير البرازيل عام 1788 عندما زاد جنونها وأصبحت غير قادرة على تحمل مسؤوليات العرش رسمياً عام 1792 بعد اعتراف الأطباء  بأنها أصبحت مجنونة وغير قادرة على الحكم، فحالت السلطة إلى ابنها ووريثها الأمير جواو بعد أن تردد كثيراً وافق في نهاية الأمر وأصبح وصياً عليه منذ عام 1799 حتى وفاتها وأصبح الملك رسمياً عام 1816.

### حروب النابليونية
في عام 1801 حاولت إسبانيا غزو البرتغال بدعم من نابليون ولكنها تخلت عن الغزو بعد أن وقعت معها معاهدة مقابل تخليها عن بعض المناطق، ولكنها رفضت في نهاية المطاف هذه المعاهدة وبدأت بمطالبة بهذه المناطق.
رفضت الحكومة البرتغالية في الدخول في حصار ضد بريطانيا مما أدى إلى اغضاب نابليون وجهز جيشا باحتلال البرتغال وكانت خطته هي تقسيم البرتغال إلى ثلاثة مناطق هي:-
- مملكة لوسيتانيا الشمالية وعدت إلى الملك كارلو دي بوربون-بارما.
- مقاطعة ألينتيخو.
- مملكة الغرب.

كان سيتم دمج الثانية والثالثة ولتشكيل إمارة الغرب تحت إدارة رئيس الوزراء الإسباني مانويل دي جودوي

### نقل البلاط إلى البرازيل

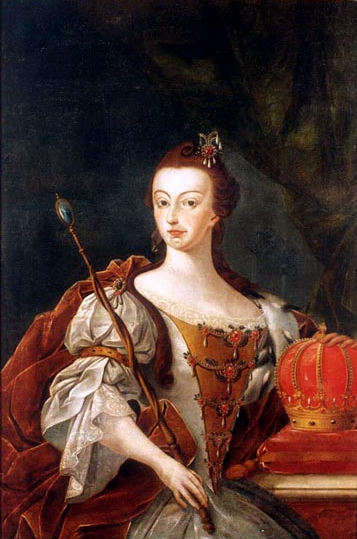

في 29 نوفمبر 1807 غادرت العائلة المالكة من لشبونة تحت حماية المملكة المتحدة نحو المستعمرة البرازيلية بحيث كانت بعيدة عن هجمات وتهديدات نابليون الأول، ولكن كان قرار الرحيل مفاجئاً وسريعاً فكان الوصي متردداً كثيراً في اتخاذ هذا القرار وحيث اعتذر من لـ برتغاليين قبل رحيله عنها بعد قرب جيوش الاحتلال.
في يناير من العام التالي وصلت السفينة إلى خليج سالفادور دا باهيا كان استقبال في هذه المدينة كبير حتى أن أهلها دعوه أن يسمى هذه المدينة كعاصمة جديدة للمملكة ولكن الوصي رفض ذلك فكان مصراً على جعل ريو دي جانيرو التي وصولها في مارس من نفس العام مقر حكومته ثم بدأ في تكوين سلطته.
بدأت الحرب في أغسطس من نفس العام بقيادة الجنرال البريطاني آرثر ويلزلي دوق ويلينيغتون كانت في البداية انتصارات للفرنسيين وحتى انقلب وضع لصالحه واستطاع انتصار على نابليون في معركة واترلو الحاسمة عام 1815 في بلجيكا الآن.
بعد هذه المعركة ضعف نفوذ نابليون حتى تم إقصاه من الحكم واستعادة أسرة بوربون الكابيتي العرش بعد معاهدة فيينا عام 1815، وأيضا في نفس السنة في البرازيل حدث فيها الأحداث مهمة حيث إلغى أمير الوصي وضع البرازيل من مستعمرة إلى مملكة، وأُعلنت ماريا الأولى أول ملكة لهذا وضع جديد المملكة المتحدة لبرتغال والبرازيل والغرب، عندما هزم نابليون في نهاية المطاف في عام 1815، وظلت ماريا وعائلتها في البرازيل.

## الوفاة
توفيت بعد شهور من توليها الوضع الجديد في المملكة المتحدة من البرتغال والبرازيل والغرب في 20 مارس 1816 بعد قرابة أربع وعشرين سنة من اثبات جنونها عام 1792 حيث عاشت قرابة ثمان سنوات في البرازيل دفنت أولا في ريو دي جانيرو عام 1816 ولكن أُعيد جثمانها إلي لشبونة ودفنت في كنيسة إستريلا وخلفها ابنها الوصي عليها تحت مسمى جواو السادس.